# Sulawesi Settentrionale
Sulawesi Settentrionale (indonesiano: Sulawesi Utara) è una provincia dell'Indonesia, situata sull'isola di Sulawesi.
Confina ad ovest con la provincia di Gorontalo (fino al 2001 territorio compreso nella provincia di Sulawesi Settentrionale). Le isole di Sangihe e Talaud formano la parte più settentrionale della provincia, che confina con le Filippine.
Capoluogo, e più grande città, è Manado. La regione conta una popolazione di oltre 2 milioni di abitanti (2010), prevalentemente cristiana, risalente al regno di Siau, con minoranze di musulmani, indù e buddisti; tale dato risulta essere un'eccezione per un Paese prevalentemente di religione musulmana. Il maggior gruppo etnico sono i Minahasan.

## Geografia antropica

### Suddivisioni amministrative
Sulawesi Settentrionale è suddivisa in undici reggenze (kabupaten) e quattro municipalità (kotamadya).
Reggenze:
- Bolaang Mongondow (Kotamobagu)
- Bolaang Mongondow Settentrionale (Boroko)
- Bolaang Mongondow Meridionale (Bolaang Uki)
- Bolaang Mongondow Orientale (Tutuyan)
- Minahasa (Tondano)
- Minahasa Meridionale (Amurang)
- Minahasa Sud-Orientale (Ratahan)
- Minahasa Settentrionale (Airmadidi)
- Isole Sangihe (Tahuna)
- Isole Sitaro (Ondong)
- Isole Talaud (Melonguane)

Municipalità:
- Bitung
- Kotamobagu
- Manado
- Tomohon
- Modisi

## Monumenti e luoghi d'interesse
Uno dei più conosciuti luoghi turistici in Sulawesi Settentrionale è il parco marino di Bunaken. Situato a circa 30 minuti di barca dal capoluogo, il parco ospita innumerevoli specie marine.
Nella baia di Kalinaun è stata istituita l'area naturale protetta Kalinaun Marine Natural Park.

## Giornali
- Manado Post
- Koran Manado
- Komentar
- Media Sulut
- Tribun Manado
- Tribun Sulut
- Posko
- Metro